# Arne Aulin
Gustav Arne Edvard Aulin, född 19 mars 1909, död 1 september 1984, var en svensk musikpedagog, författare och musikadministratör.
Aulin avlade musiklärarexamen vid Kungliga Musikkonservatoriet 1931, organist- och kantorsexamina 1939 och verkade som musiklärare i Boden, Luleå, Skara, Göteborg och Stockholm. Mellan 1947 och 1964 var han musikkonsulent vid Skolöverstyrelsen och 1954–1974 rektor vid Stockholms borgarskola. År 1948 avlade han en filosofie licentiatexamen. Han invaldes den 20 februari 1975 som ledamot nr 795 av Kungliga Musikaliska Akademien.